# Geitoneura maweena
Geitoneura maweena är en fjärilsart som beskrevs av Couchman 1953. Geitoneura maweena ingår i släktet Geitoneura och familjen praktfjärilar. Inga underarter finns listade i Catalogue of Life.